# Piptospatha kinabaluensis
Piptospatha kinabaluensis là một loài thực vật có hoa trong họ Ráy (Araceae). Loài này được (Bogner) Bogner & A.Hay mô tả khoa học đầu tiên năm 2000.